# Bead Geyser
Bead Geyser est un geyser de type « fontaine » situé dans le Lower Geyser Basin dans le parc national de Yellowstone aux États-Unis.
Bead fait partie du Pink Cone Group, rassemblant, en plus de Bead, Box Spring, Dilemma Geyser, Labial Geyser, Narcissus Geyser, Pink Geyser et Pink Cone Geyser. Les éruptions de Bead durent environ 2,5 minutes et font 7,6 m de hauteur. Bead est un geyser très régulier. L'intervalle entre deux éruptions est compris entre 28 et 36 minutes. Cela change avec le temps, mais la moyenne à tout moment ne varie quasiment pas. La durée d'éruption est elle aussi très régulière : environ 150 secondes.
Bead (« perle » en anglais) porte ce nom en raison des œufs de geyser (geyser eggs), qui sont des morceaux de geyserite sphériques qui se trouvent à proximité du geyser. Pendant des décennies depuis qu'il a été découvert, les collectionneurs ont ramassé tous les œufs de geyser.